# 8-Ciclopentil-1,3-dipropilxantina
8-Ciclopentil-1,3-dipropilxantina ou dipropilciclopentilxantina (DPCPX, PD-116,948) é um fármaco que atua como um  antagonista potente e seletivo para o receptor de adenosina A1 .